# Michaela Konečná
Michaela Konečná (født 6. juli 1998) er en tjekkisk håndboldspiller, som spiller for DHC Sokol Poruba og Tjekkiets kvindehåndboldlandshold.
Hun deltog ved EM 2018 i Frankrig og EM 2020 i Danmark.